# Аралкум
Аралку́м (Ара́л + тюрк. кум, песок, каз. Аралқұм, узб. Orol choʻli) — новая пустыня, сформировавшаяся на месте высохшего Аральского моря. Песчано-солончаковая пустыня лежит на территории Узбекистана и Казахстана, на северо-западной оконечности пустынь Каракум и Кызылкум. Также пустыню называют Аккум (Белая пустыня).
После строительства Кокаральской плотины в 2005 году Северный Арал восстанавливается, но Южный Арал высыхает, увеличивая площадь Аралкума.

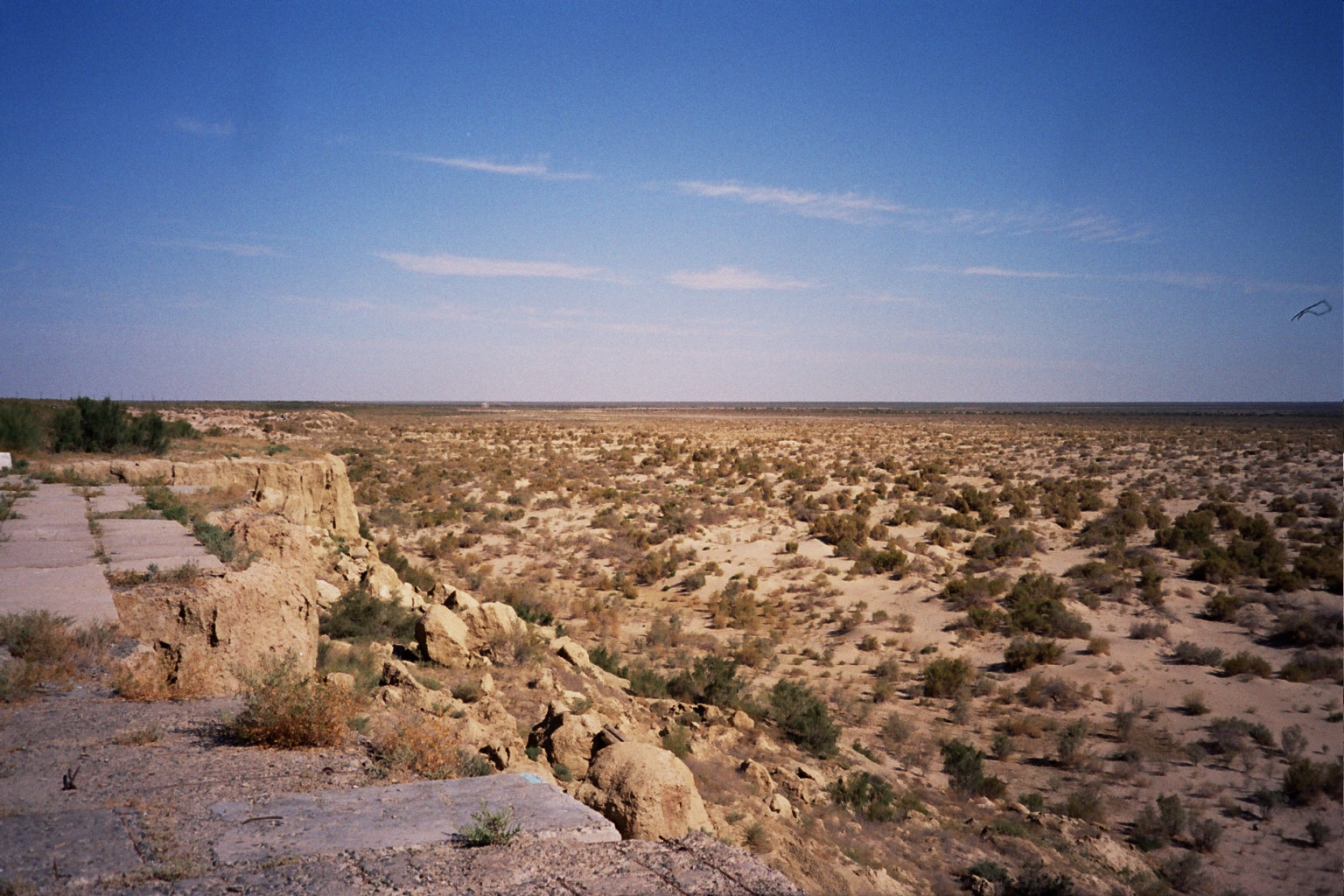
Бывшее дно Аральского моря в Узбекистане, 2004 год

В результате опустынивания биоразнообразие региона уменьшилось на 200 видов растений и животных. Текущая флора высохшего дна озера начала развиваться с 1960 года. Она состоит из 34 семейств растений с 134 родами и 300 видами. Основные представители: Salicornia europaea, Suaeda crassifolia, Tripolium vulgare на суглинистых почвах, а также Suaeda acuminata и Atriplex fominii на песчаных почвах.
Аралкум занимает площадь более 38 тыс. км² и является мощным источником ветрового выноса. Пыльные бури выносят около 100 миллионов тонн токсичных солей и пыли в год. Мелкодисперсная пыль, выносимая с бывшего дна водоёма, содержит остатки минеральных удобрений и пестицидов, которые вымывались с орошаемых полей. Над пустыней проходит мощный воздушный поток с запада на восток, осуществляющий быстрое распространение аэрозоля за границы Центральной Азии. Токсичные вещества из Аралкума были найдены в крови пингвинов в Антарктике, обычная аральская пыль — на ледниках Гренландии, в норвежских лесах и полях Беларуси.